# (4050) Mebailey
(4050) Mebailey (1976 SF) – planetoida z pasa głównego asteroid okrążająca Słońce w ciągu 5,67 lat w średniej odległości 3,18 j.a. Odkryta 20 września 1976 roku.